# Рассмеши комика
«Рассмеши комика по Новому» (бывш. «Рассмеши́ ко́мика!», укр. Розсміши коміка) — украинское юмористическое концертное телешоу, появившееся 19 февраля 2011 года на украинском телеканале «Интер». Успешно снято девятнадцать сезонов, с четвертого сезона выходил на канале «1+1». С 4 марта 2024 года выходит на канале «Новый канал». Программа транслируется с вторника по среду. 
Аналоги этого шоу есть и в других странах — в России, Армении, Литве, Казахстане, Грузии, Вьетнаме, Китае и Монголии. Права на показ версии в других странах были куплены у «Студии Квартал-95». В 2016—2019 годах вышли четыре сезона программы «Рассмеши комика! Дети». Правила такие же, как и во взрослой версии. Ведущая — Анастасия Каменских.

## Цель и правила
Участвовать в конкурсе может любой желающий, программа является шоу талантов. Те, кто успешно дебютировал в программе и проявил достаточно артистизма и талантливости (даже если они и проиграли на определённом этапе), могут получить приглашение сниматься в других телепроектах от создателей конкурса.
Цель участника — любой ценой заставить жюри засмеяться или хотя бы улыбнуться. Это необходимо успеть сделать за одну минуту. Если участнику это удаётся, то он выигрывает одну тысячу гривен, после чего имеет право либо забрать деньги и уйти, либо взять ещё одну минуту, чтобы продолжить выступление и выиграть больше.
Если участник продолжает игру, у него есть следующая минута, чтобы рассмешить комиков. Если ему это снова удаётся, то он выиграет уже пять тысяч гривен. Если нет — он уходит ни с чем. Следующей суммой является десять тысяч гривен, далее — двадцать, после чего можно заработать пятьдесят тысяч гривен. Если участник проигрывает на каком-либо из этих этапов игры, то он теряет весь выигрыш. Деньги выплачиваются сразу, непосредственно на месте действий. В первом выпуске нового сезона проводится супер-игра. Там участнику дается шестая минута. Выиграть он может 100 000 гривен.

## Сезоны
| Сезон | Даты выхода                             | Количество выпусков | Примечания                                                                                              |
| ----- | --------------------------------------- | ------------------- | --- |
| 1     | 19 февраля — 21 мая 2011 г.             | 13                  | |
| 2     | 3 сентября — 17 декабря 2011 г.         | 16                  | |
| 3     | 17 марта — 12 мая 2012 г.               | 8                   | Пост второго комика занял Евгений Кошевой, заменив Михаила Галустяна                                    |
| 4     | 27 октября 2012 г. — 19 января 2013 г.  | 12                  | |
| 5     | 23 марта — 8 июня 2013 г.               | 12                  | |
| 6     | 14 сентября — 28 декабря 2013 г.        | 16                  | Пост ведущего занял Виктор Васильев, заменив Дмитрия Шепелева                                           |
| 7     | 1 марта — 5 июля 2014 г.                | 16                  | |
| 8     | 20 сентября 2014 г. — 10 января 2015 г. | 16                  | |
| 9     | 21 февраля — 6 июня 2015 г.             | 16                  | |
| 10    | 12 сентября 2015 г. — 2 января 2016 г.  | 16                  | |
| 11    | 27 февраля — 28 мая 2016 г.             | 14                  | |
| 12    | 17 сентября — 24 декабря 2016 г.        | 14                  | Пост ведущего занял Игорь Ласточкин, заменив Виктора Васильева                                          |
| 13    | 25 марта — 3 июня 2017 г.               | 11                  | |
| 14    | 2 сентября 2017 г. — 6 января 2018 г.   | 17                  | |
| 15    | 8 сентября — 1 декабря 2018 г.          | 12                  | |
| 16    | 5 октября — 30 ноября 2019 г.           | 8                   | После избрания президентом Украины Владимира Зеленского на пост второго комика встал Юрий Ткач          |
| 17    | 14 марта — 2 мая 2020 г.                | 8                   | Пост ведущего занял Юрий Ткач                                                                           |
| 18    | 14 февраля 2022 г. — 22 июня 2023 г.    | 16                  | Пост ведущего занял Владимир Дантес                                                                     |
| 19    | 4 марта — н. д.                         | 13                  | Пост ведущего занял Валик Михиенко, а пост второго комика заняла Леся Никитюк, заменив Евгения Кошевого |

## Над передачей работали

### Рассмеши комика
| Сезон | Комики             | Комики          | Ведущий         |
| Сезон | 1                  | 2               | Ведущий         |
| ----- | ------------------ | --------------- | --------------- |
| 1     | Владимир Зеленский | Михаил Галустян | Дмитрий Шепелев |
| 2     | Владимир Зеленский | Михаил Галустян | Дмитрий Шепелев |
| 3     | Владимир Зеленский | Евгений Кошевой | Дмитрий Шепелев |
| 4     | Владимир Зеленский | Евгений Кошевой | Дмитрий Шепелев |
| 5     | Владимир Зеленский | Евгений Кошевой | Дмитрий Шепелев |
| 6     | Владимир Зеленский | Евгений Кошевой | Виктор Васильев |
| 7     | Владимир Зеленский | Евгений Кошевой | Виктор Васильев |
| 8     | Владимир Зеленский | Евгений Кошевой | Виктор Васильев |
| 9     | Владимир Зеленский | Евгений Кошевой | Виктор Васильев |
| 10    | Владимир Зеленский | Евгений Кошевой | Виктор Васильев |
| 11    | Владимир Зеленский | Евгений Кошевой | Виктор Васильев |
| 12    | Владимир Зеленский | Евгений Кошевой | Игорь Ласточкин |
| 13    | Владимир Зеленский | Евгений Кошевой | Игорь Ласточкин |
| 14    | Владимир Зеленский | Евгений Кошевой | Игорь Ласточкин |
| 15    | Владимир Зеленский | Евгений Кошевой | Игорь Ласточкин |
| 16    | Юрий Ткач          | Евгений Кошевой | Игорь Ласточкин |
| 17    | Оля Полякова       | Евгений Кошевой | Юрий Ткач       |
| 18    | Юрий Ткач          | Евгений Кошевой | Владимир Дантес |
| 19    | Юрий Ткач          | Леся Никитюк    | Валик Михиенко  |

### Рассмеши комика. Дети.
| Сезон | Комики          | Комики             | Ведущий         |
| Сезон | 1               | 2                  | Ведущий         |
| ----- | --------------- | ------------------ | --------------- |
| 1     | Евгений Кошевой | Владимир Зеленский | Настя Каменских |
| 2     | Евгений Кошевой | Владимир Зеленский | Настя Каменских |
| 3     | Евгений Кошевой | Владимир Зеленский | Настя Каменских |
| 4     | Евгений Кошевой | Юрий Ткач          | Настя Каменских |

В первом сезоне комиками стали:
- Владимир Зеленский — основатель студии Квартал-95, экс-шоумен.
- Евгений Кошевой — украинский шоумен, телеведущий, актёр.

А ведущей стала:

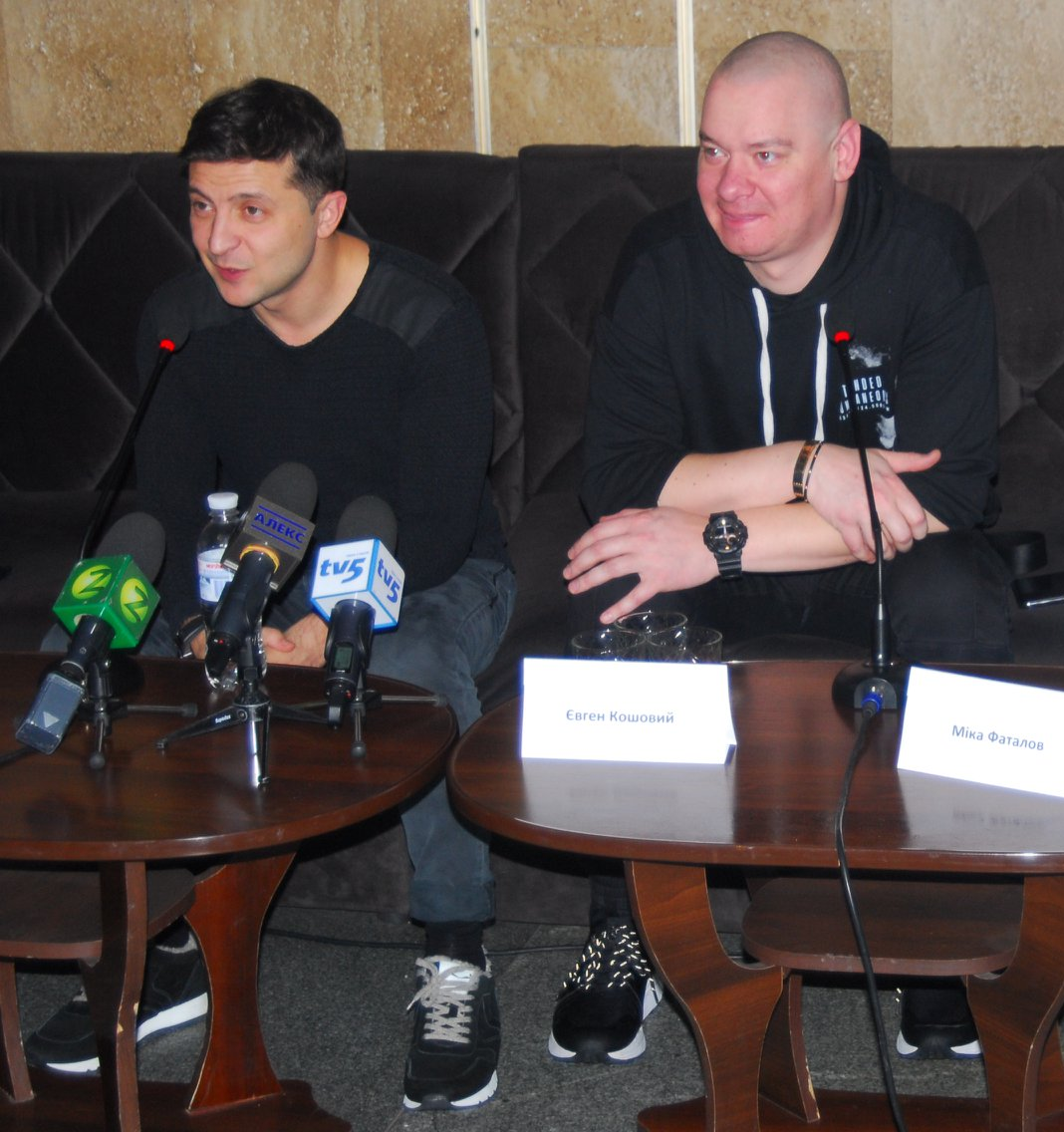
члены жюри Владимир Зеленский и Евгений Кошевой

- Настя Каменских — украинская певица.

Такой же состав ведущего и комиков сохранился на второй и третий сезон.
Однако, в четвертом сезоне Владимир Зеленский покинул кресло комика, а его место занял:
- Юрий Ткач — украинский шоумен, юморист.

## Победители
- Дуэт «Вечерние мотыльки» (Дмитрий Рупчев и Николай Атанов). Выиграли 50 000 гривен. В третьем сезоне повторить успех им не удалось[2].
- Дмитрий Крепчук из Минска (эфир от 17.11.2012)[3]. Дмитрий выигрывал главный приз 2 раза. 50 000 гривен и 100 000 гривен в специальном Новогоднем шоу.
- Евгения Калинина из Брянска (эфир от 15.12.2012). Выиграла 50 000 гривен.
- Татьяна Песык и Виктор Гевко из Тернополя (участники команды КВН «VIP Тернополь») (эфир от 12.01.2013). Выиграли 50 000 и 100 000 гривен в специальном Новогоднем шоу.
- Дуэт «Заинька» (Запорожье). Выиграли 50 000 гривен.
- Илья Клим и Олег Шевчук (Черновцы). Выиграли 50 000 гривен.
- Марина Барискова (Жлобин)[4]. Выиграла 50 000 гривен.
- Олег Есенин (эфир от 12.10.2013) (Самара)[5]. Выиграл 50 000 гривен.
- Максим Коновал (эфир от 30.11.2013) (Белоруссия)[6]. Выиграл 50 000 гривен.
- Тарас Байдаченко и Евгений Русаков (эфир от 07.12.2013) (Витебск). Выиграли 50 000 гривен.
- Тарас Байдаченко и Евгений Русаков (эфир от 01.03.2014) (Витебск)[7]. Выиграли 100 000 гривен.
- Мурат Аманов (эфир от 12.04.2014) (Полоцк)[8]. Выиграл 50 000 гривен.
- Василий Копчук (эфир от 31.05.2014) (Ивано-Франковск). Выиграл 50 000 гривен.
- Алексей Прийменко (эфир от 21.06.2014) (Сумы). Выиграл 50 000 гривен.
- Александр Элерт и Станислав Трегуб (эфир от 20.09.2014) (Донецк). Выиграли 100 000 гривен.
- Зуев Иван и Трубицин Илья (эфир от 04.10.2014) (Макеевка). Выиграли 50 000 гривен.
- Войтешонок Екатерина (эфир от 13.12.2014) (Минск). Выиграла 50 000 гривен.
- Клим Илья и Шевчук Олег (эфир от 20.12.2014) (Черновцы). Выиграли 50 000 гривен.
- Войтешонок Екатерина (эфир от 07.03.2015) (Минск). Выиграла 50 000 гривен.
- Александра Перевертайло (эфир от 28.03.2015) (Лабытнанги). Выиграла 50 000 гривен.
- Александра Перевертайло (эфир от 12.09.2015) (Лабытнанги). Выиграла 100 000 гривен.
- Александра Перевертайло (эфир от 05.03.2016) (Лабытнанги). Выиграла 50 000 гривен.
- Войтешонок Екатерина (эфир от 28.03.2016) (Минск). Выиграла 50 000 гривен. Детков Сергей (эфир от 01.06.2016) (Запорожье). Выиграл 50 000 гривен.

## Международные версии
В 2012 году российский телеканал «Россия-1» приобрёл у «Студии Квартал-95» права на запуск собственной версии передачи, премьера которой состоялась 6 мая. Вместо Евгения Кошевого в жюри сидит Максим Галкин, а ведущий — Роман Емельянов. Многим бывшим участникам с Украины предложили выступить в ней. Была закрыта из-за расторжения договора со студией «Квартал-95». С января по март 2013 года на телеканале «1+1» выходил второй сезон российской версии программы, который не был показан по российскому телевидению, но при этом полностью был выложен в видеоархиве телеканала «Россия-1». В марте 2014 года должны были пройти кастинги участников для нового сезона российской версии по заказу СТС, однако съёмки продолжения проекта так и не были осуществлены из-за нежелания Владимира Зеленского приезжать в Россию на фоне разгоревшейся российско-украинской войны.
С 1 ноября 2019 по 11 декабря 2020 года на СТС выходило похожее шоу под названием «Русские не смеются».
Также собственные адаптации формата были запущены в Литве под названием «Prajuokink mane» («Рассмеши меня»), Казахстане («Рассмеши комика»), Армении (Կանխիկ Հումոր — «Юмор наличными»), Грузии (გააცინე და მოიგე — «Рассмеши и выиграй»), Вьетнаме (Thách thức danh hài — «Вызов комедии»), Китае (谁能逗乐喜剧明星 — «Кто может рассмешить комика»), Монголии (3 сая инээд — «3 миллиона смеха»).
9 января 2020 года словацкий телеканал «TV Markiza». объявил кастинг на участие в словацкой версии шоу. Главный приз составит 50.000€.
В международной версии шоу называется «Crack Them Up».

## Рассмеши комика! Дети
Рассмеши комика! Дети (укр. Розсміши коміка! Діти — юмористическое развлекательное телешоу, которое появилось 1 апреля 2016 года на украинском телеканале 1+1. Правила такие же, как и во взрослой версии. Ведущая — Настя Каменских.